# Pontebba

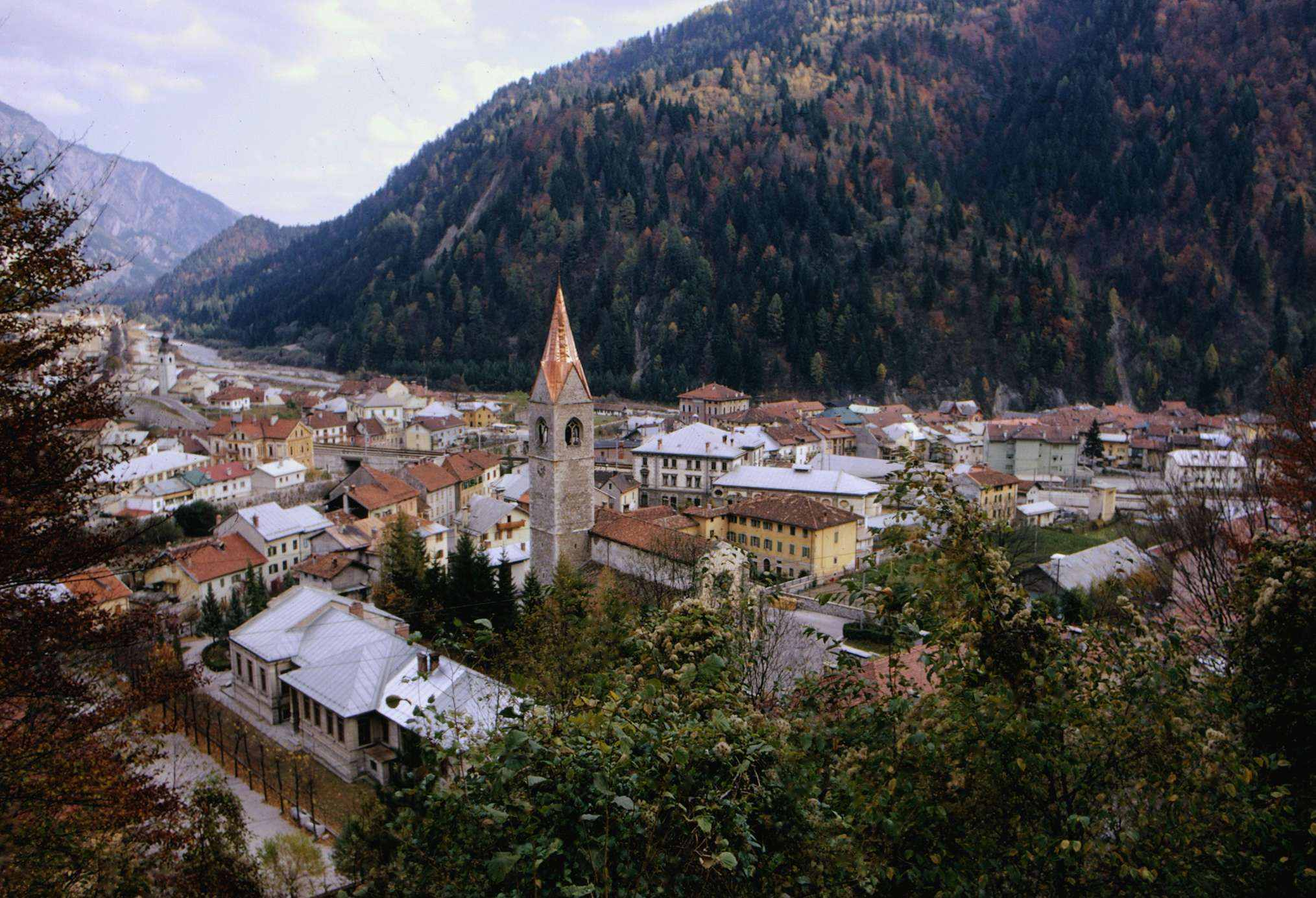
Pontebba

Pontebba (friulanisch: Pontêbe oder Ponteibe, deutsch: Pontafel, slowenisch: Pontabelj/Tablja) ist eine italienische Gemeinde (comune) mit 1284 Einwohnern (Stand 31. Dezember 2023) in der Region Friaul-Julisch Venetien.

## Ortsname
Der Name leitet sich vom italienischen Wort Ponte (zu Deutsch: Brücke) ab. Man kann auch annehmen, dass ursprünglich der lateinische Ausdruck pons viae (deutsch: Brücke der Straße) oder ad pontem viae (deutsch: zur Brücke der Straße) Pate stand. Schon in alten Dokumenten sind die Namen Pontevia, Pontieba, Ponteva und sogar Pontaiba für dieses Stück Land nachzulesen.

## Geografie
Fraktionen sind Aupa (900 m), Pietratagliata (520 m), San Leopoldo (Leopoldskirchen, 603 m), Studena Alta (888 m) und Studena Bassa (630 m). Der Hauptort Pontebba liegt im Kanaltal. In den späten 1860er Jahren hat der Pfarrer J. Kuchler Wetteraufzeichnungen gemacht. Dabei wurde festgestellt, dass hier das Klima schon deutlich milder als im sonstigen Kärnten war.

### Fließgewässer
Die Fella als Hauptfluss nimmt den von Norden zufließenden Wildbach Pontebbana auf. Noch ehe dieser in die Fella mündet, vereint er sich im Ortsgebiet mit dem Rio Bombaso (deutsch: Bombach), der die Nassfeldregion entwässert. Ein bisschen weiter oben erfährt die Pontebbana Verstärkung durch den Rio Studena.

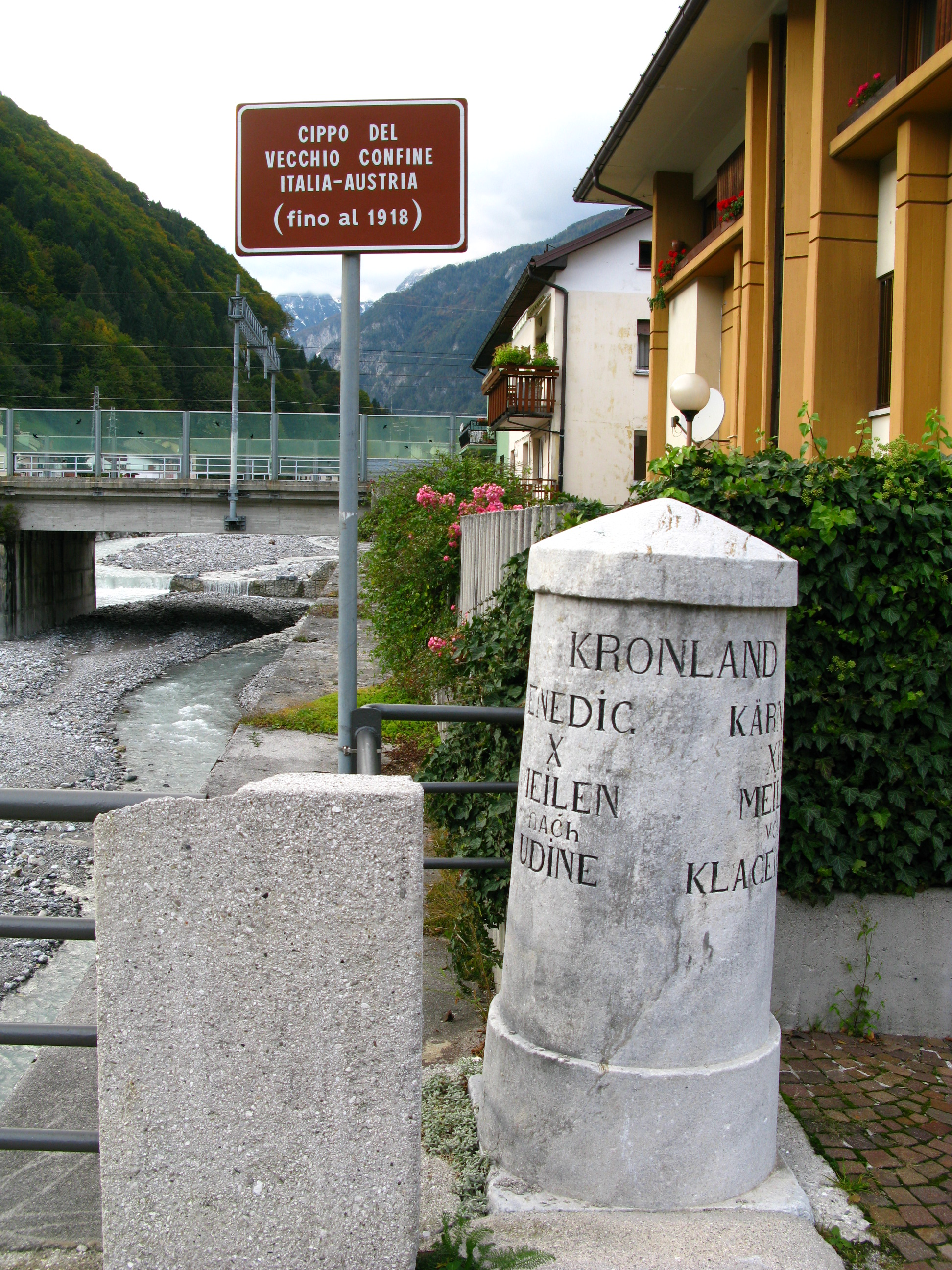
Alter Grenzstein auf der Brücke über die Pontebbana zwischen Pontebba (ehem. Kronland Venedig) und Pontafel (ehem. Kronland Kärnten)

## Geschichte
Durchquert wird die Ortschaft vom Wildbach Pontebbana, der bis 1919 die italienisch-österreichische und gleichzeitig die friulanisch-deutsche Sprachgrenze markierte, indem er damals den Ort noch in zwei Gemeinden teilte: Pontebba (Italien-Venetien) und Pontafel (Österreich-Ungarn, Kärnten). Die Grenze zwischen der romanischen und der germanischen Sprachfamilie zeigte sich hier auch visuell besonders stark, wie Reiseberichte des 18. und 19. Jahrhunderts beschreiben. Auf der rechten Seite des Pontebba-Baches befand sich das venezianische, von hohen Steinbauten mit Ziegeldächern geprägte, städtisch wirkende Pontebba und auf der linken Seite das kärntnerische, von Holzhäusern mit Schindeldächern geprägte, dörfliche Pontafel.
Im Jahr 1900 hatte Pontafel, der österreichische Teil des Ortes, 804 Einwohner. Davon waren 744 deutsch- (93 %), 12 slowenischsprachig (1 %) und 48 Ausländer (6 %).
1874 kam der Telegraph nach Pontafel. Die Eröffnung einer k.k. Staats-Telegraphen-Station mit „beschränktem Tagesdienste“ erfolgte zur gleichen Zeit wie in anderen kleineren Orten der Monarchie.
Mit der Angliederung an Italien nach dem Ersten Weltkrieg erhielt Pontafel im Jahre 1918 den Namen Pontebba Nuova und wurde mit einem Festakt am 15. August 1924 mit Pontebba vereinigt.
Am 20. September 1926 wurde die vormals eigenständige Kommune San Leopoldo Laglesie (Leopoldskirchen) als Ortsteil Pontebbas eingemeindet.
Der Rückgang der Bevölkerung (1911: 4591 Einwohner, 1951: 3931 Einwohner, 2005: 1768 Einwohner) ist nicht zuletzt auch auf die wirtschaftliche Situation der Kommune zurückzuführen.
Die Region Friaul-Julisch Venetien war bestrebt, eine Seilbahn auf die italienische Seite des Nassfeldes zu bauen. Mit dem Bau der Bahn hätte Pontebba eine direkte Anbindung an die Wintersportregion Nassfeld im Kärntner Gailtal. Die Infrastrukturlandesrätin der Region Friaul-Julisch-Venetein, Mariagrazia Santoro, im Namen der Regierung von Regionspräsidentin Debora Serracchiani sagte das Vorhaben am 11. Dezember 2017 aber endgültig ab.

## Sehenswürdigkeiten

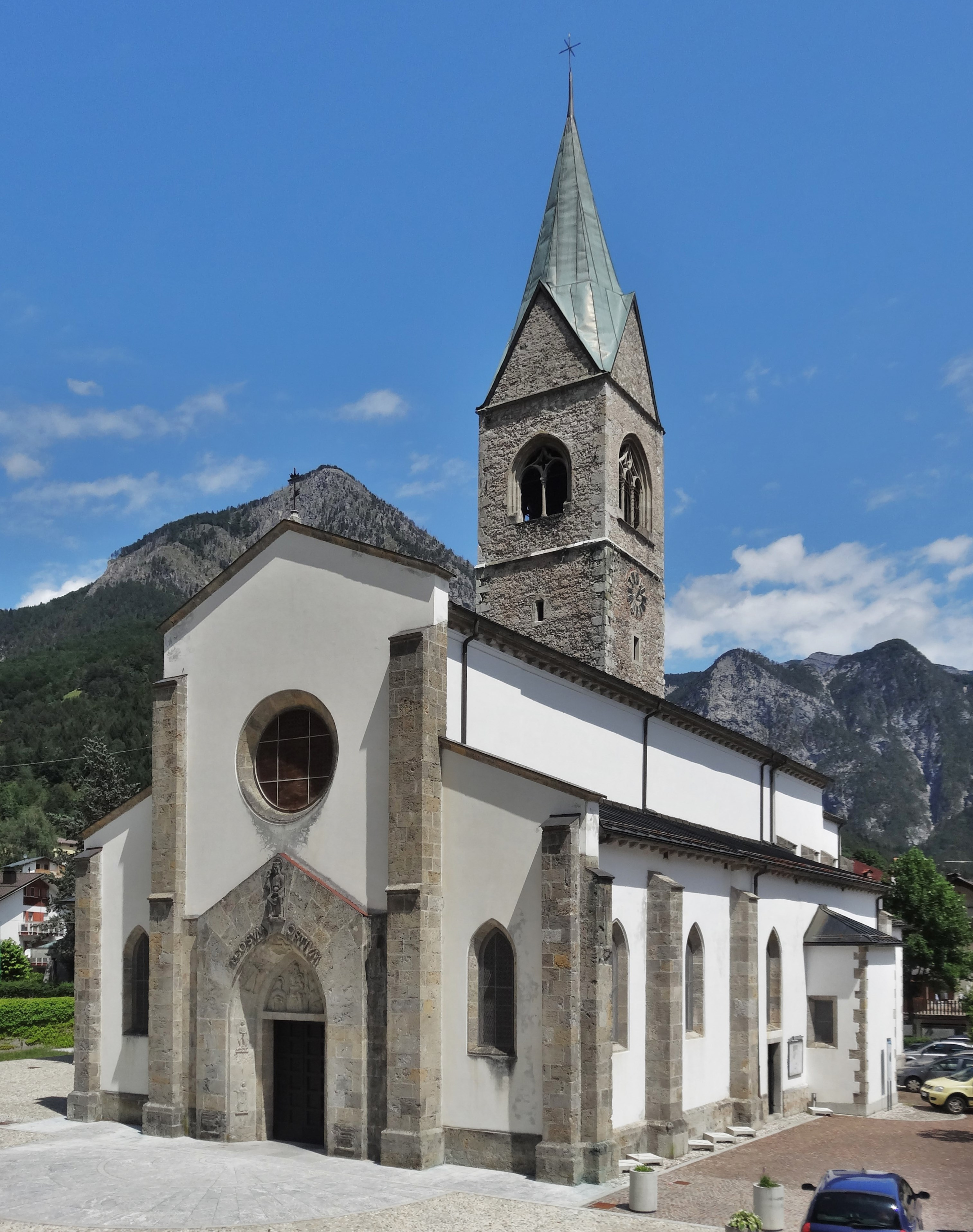
Die Kirche Santa Maria Maggiore

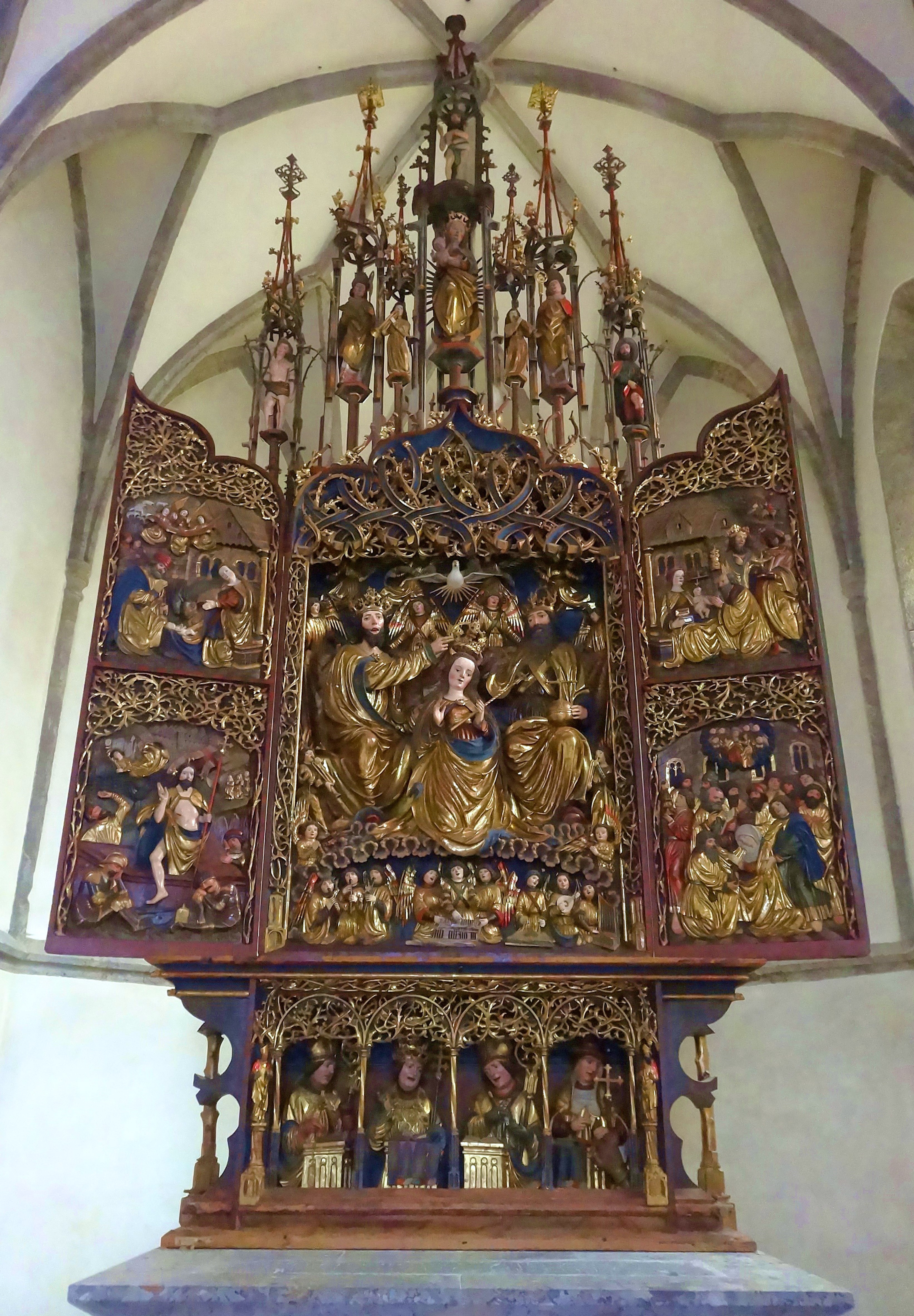
Der gotische Flügelaltar in der Pfarrkirche

- Die dreischiffige gotische Pfarrkirche Santa Maria Maggiore mit geschnitztem Flügelaltar von 1517. Die ursprüngliche kleine Kirche aus dem 12. Jahrhundert wurde 1504 durch den Architekten Johann Komauer neu errichtet. Das Portal schuf Decio Deotto aus Verzegnis 1903. Die Fenster des Chorraumes zeigen neugotische Glasmalerei. Vor der oberen Wand des Triumphbogens hängt ein Holzkruzifix des 16. Jahrhunderts.

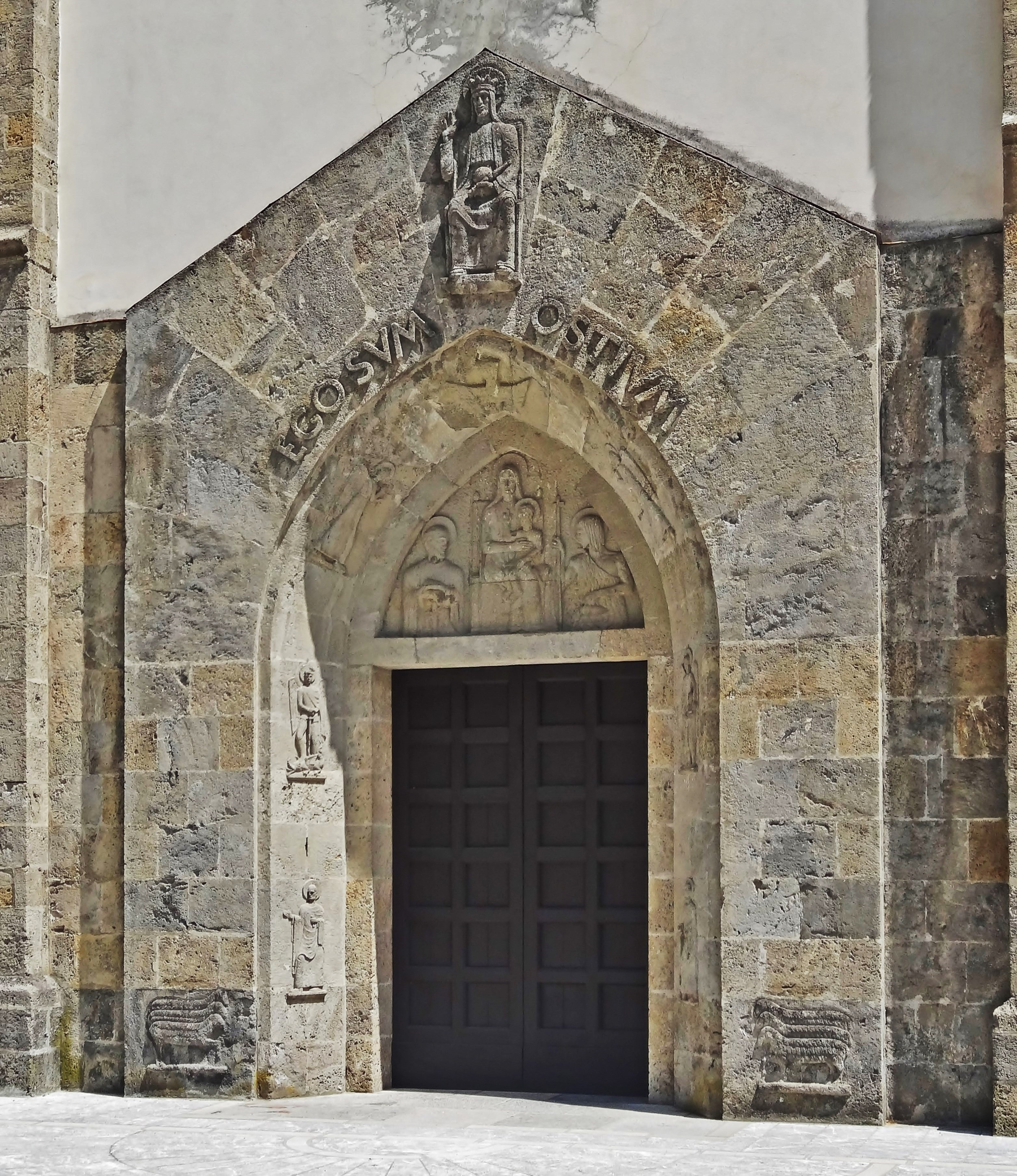
Das Portal der Kirche S. Maria Maggiore
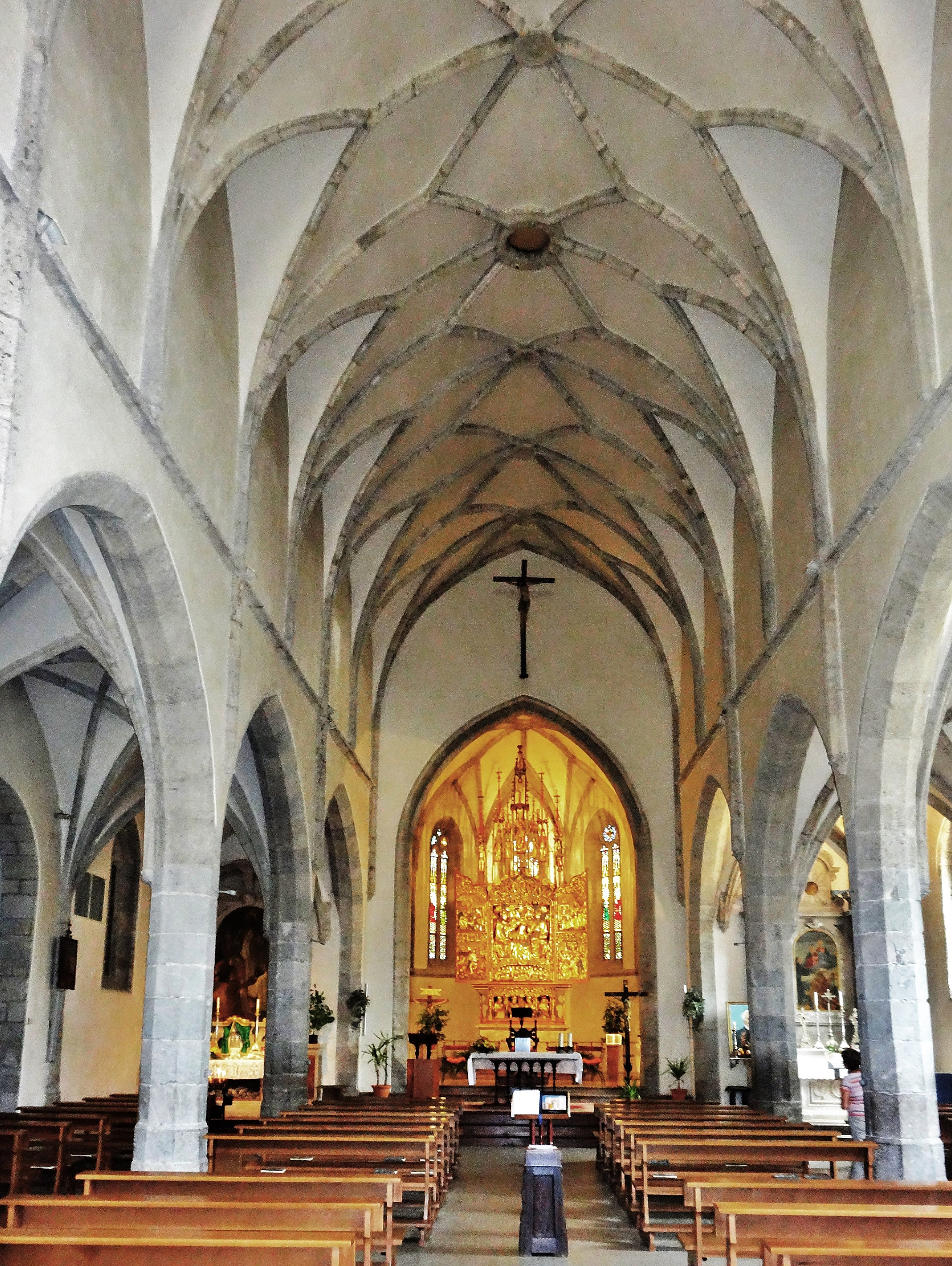
Die Innenansicht
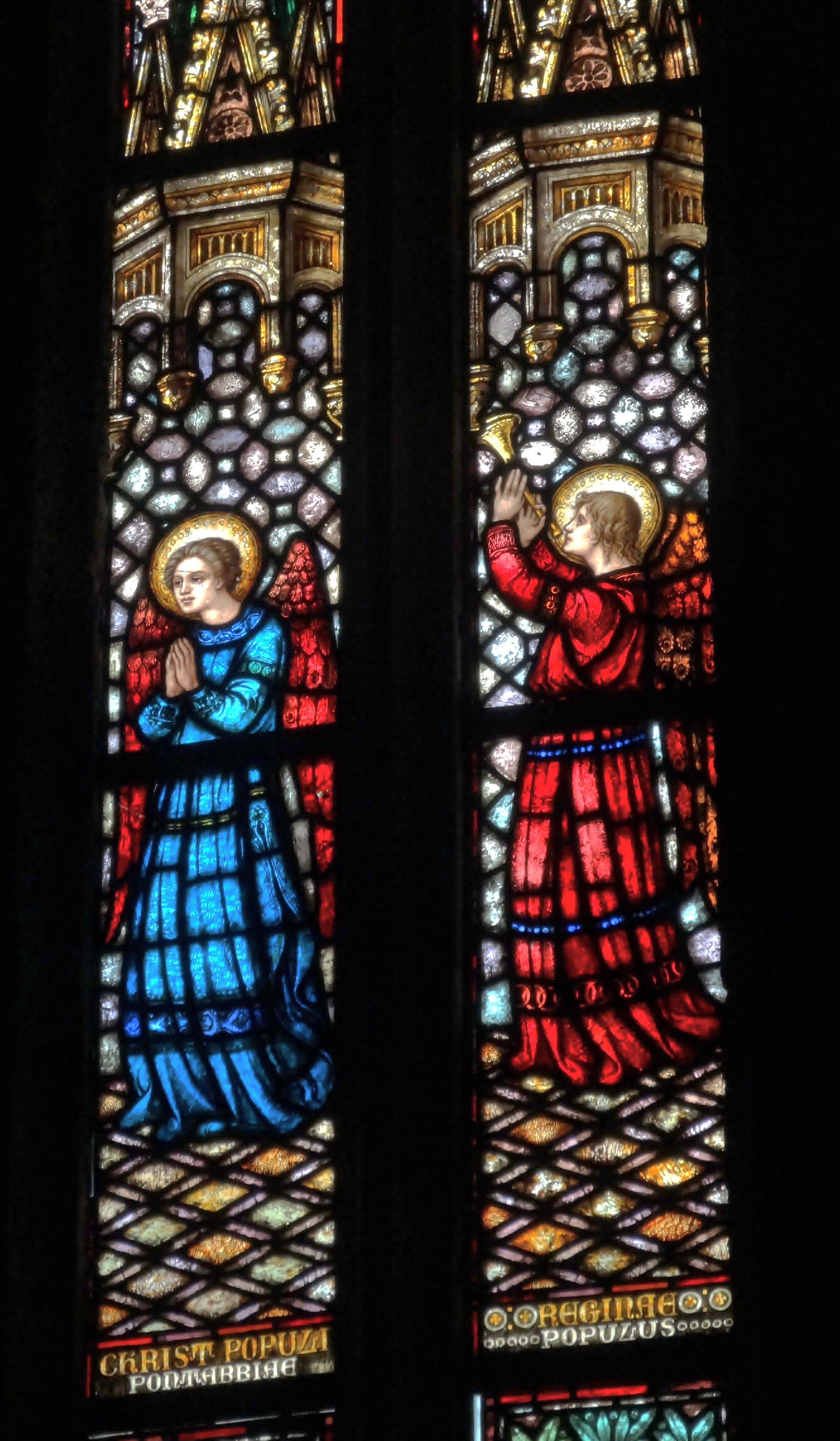
Teilansicht eines Glasfensters im Chorraum
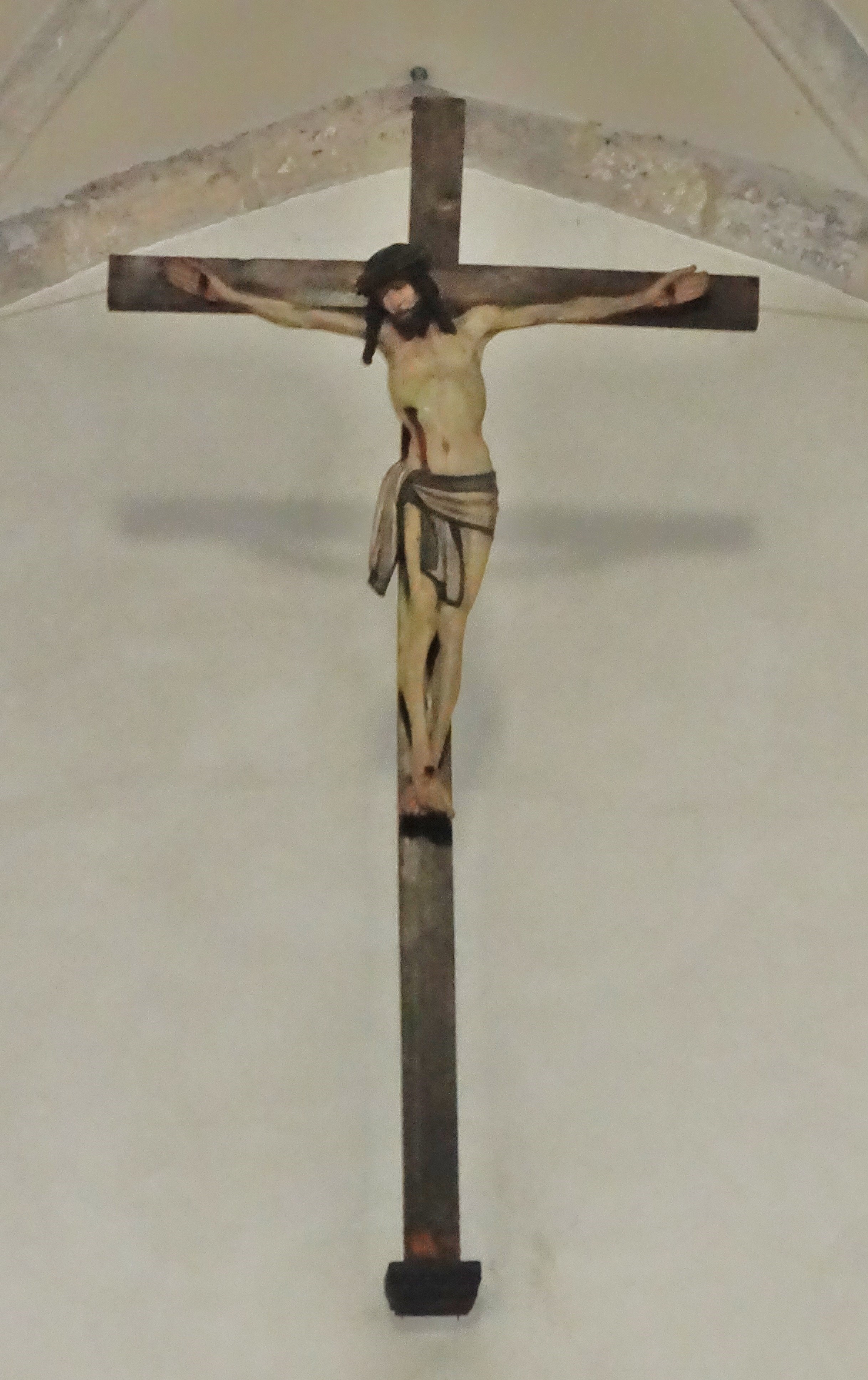
Kruzifix am Triumphbogen
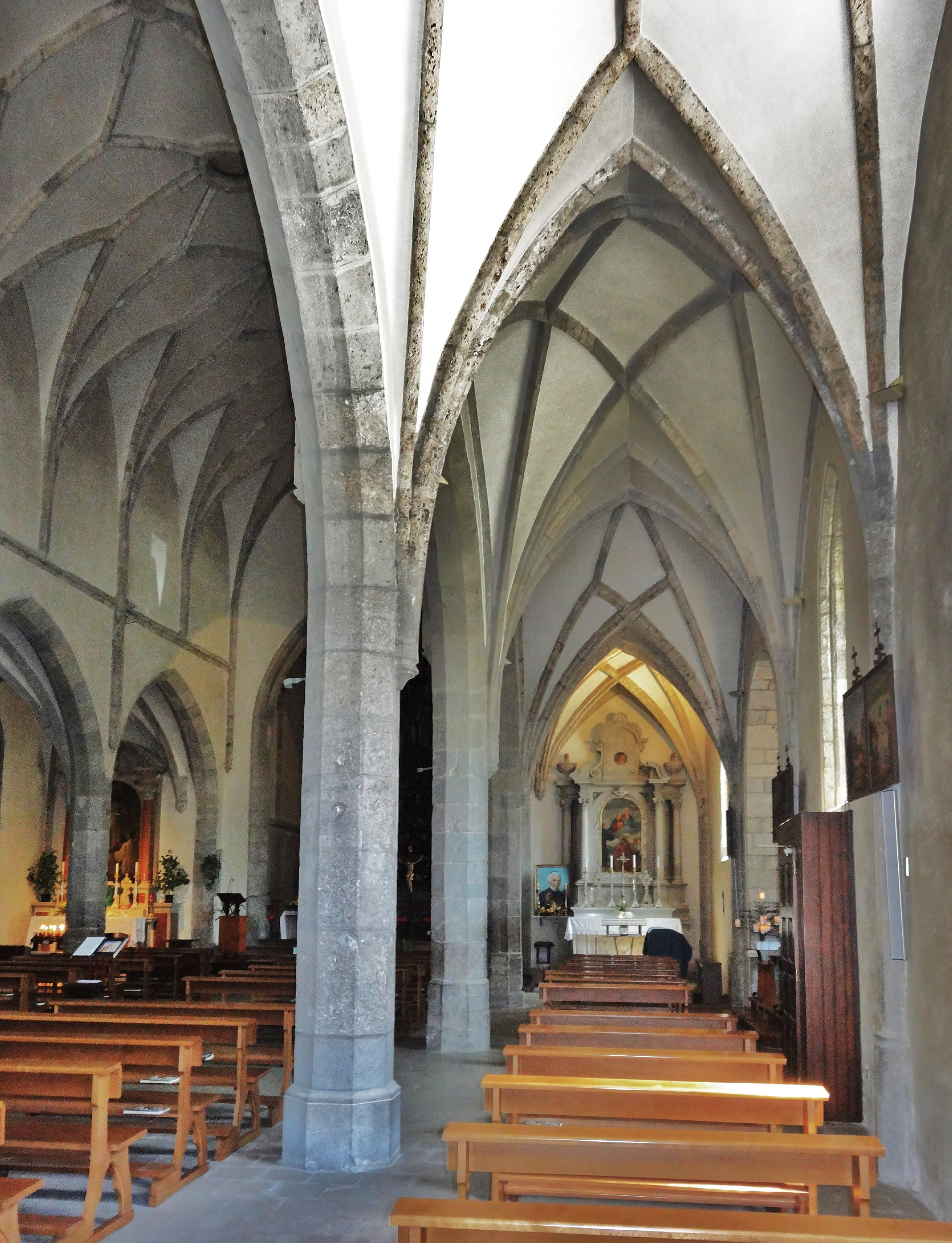
Rechtes Seitenschiff
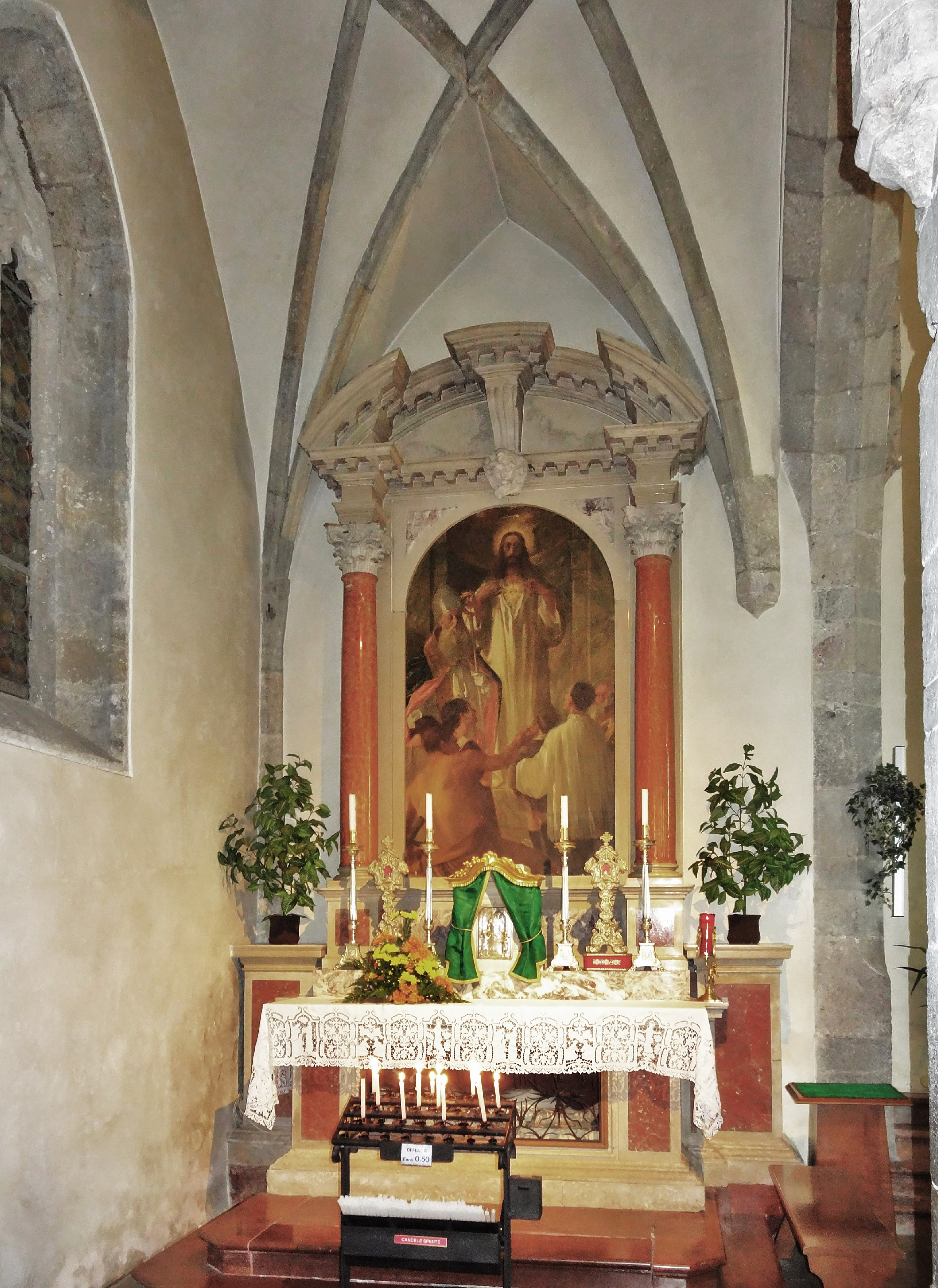
Altar des linken Seitenschiffs

- Die Kirche San Giovanni Battista, Hl. Johannes der Täufer.

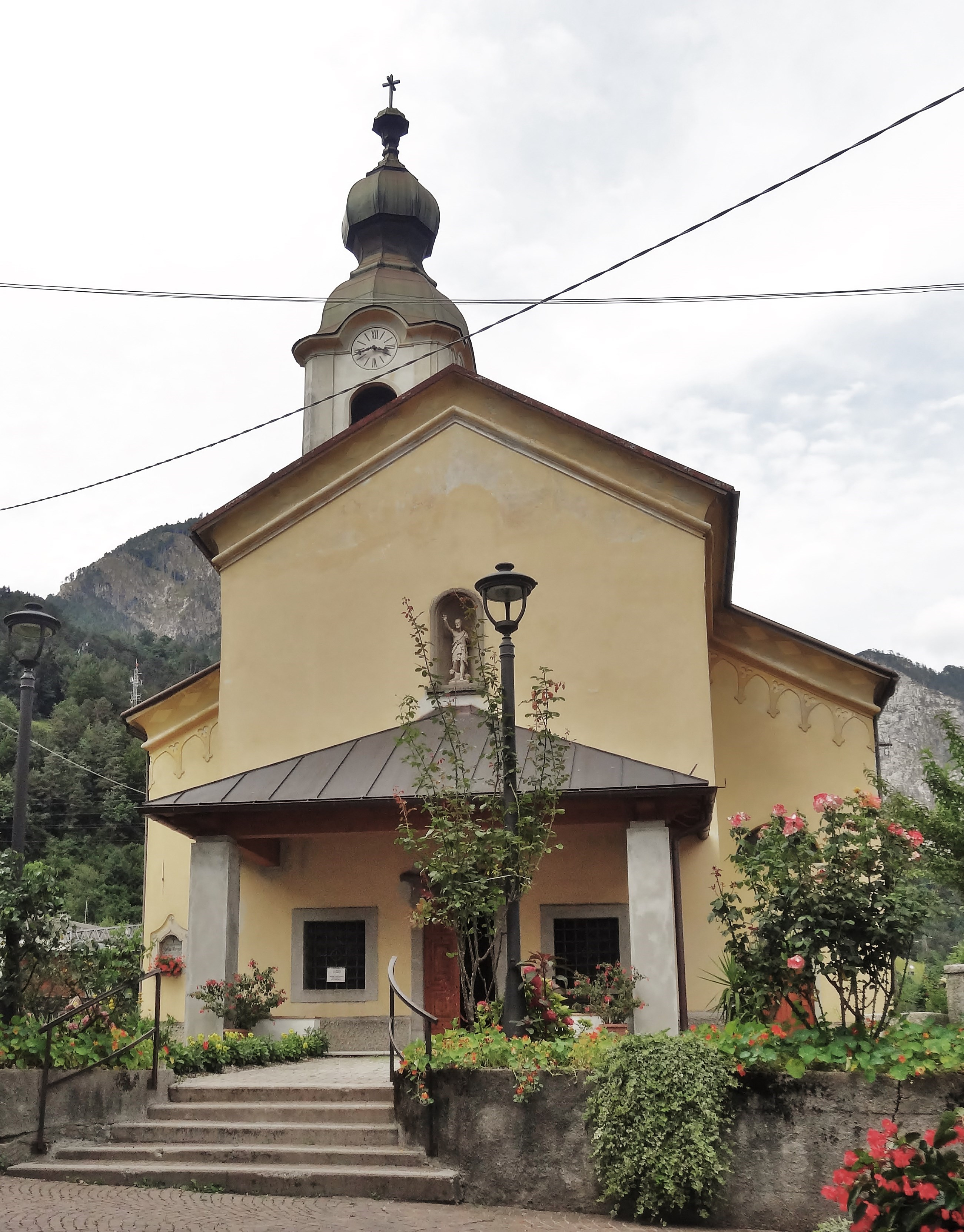
Westfassade mit Portal der Kirche S. Giovanni Battista
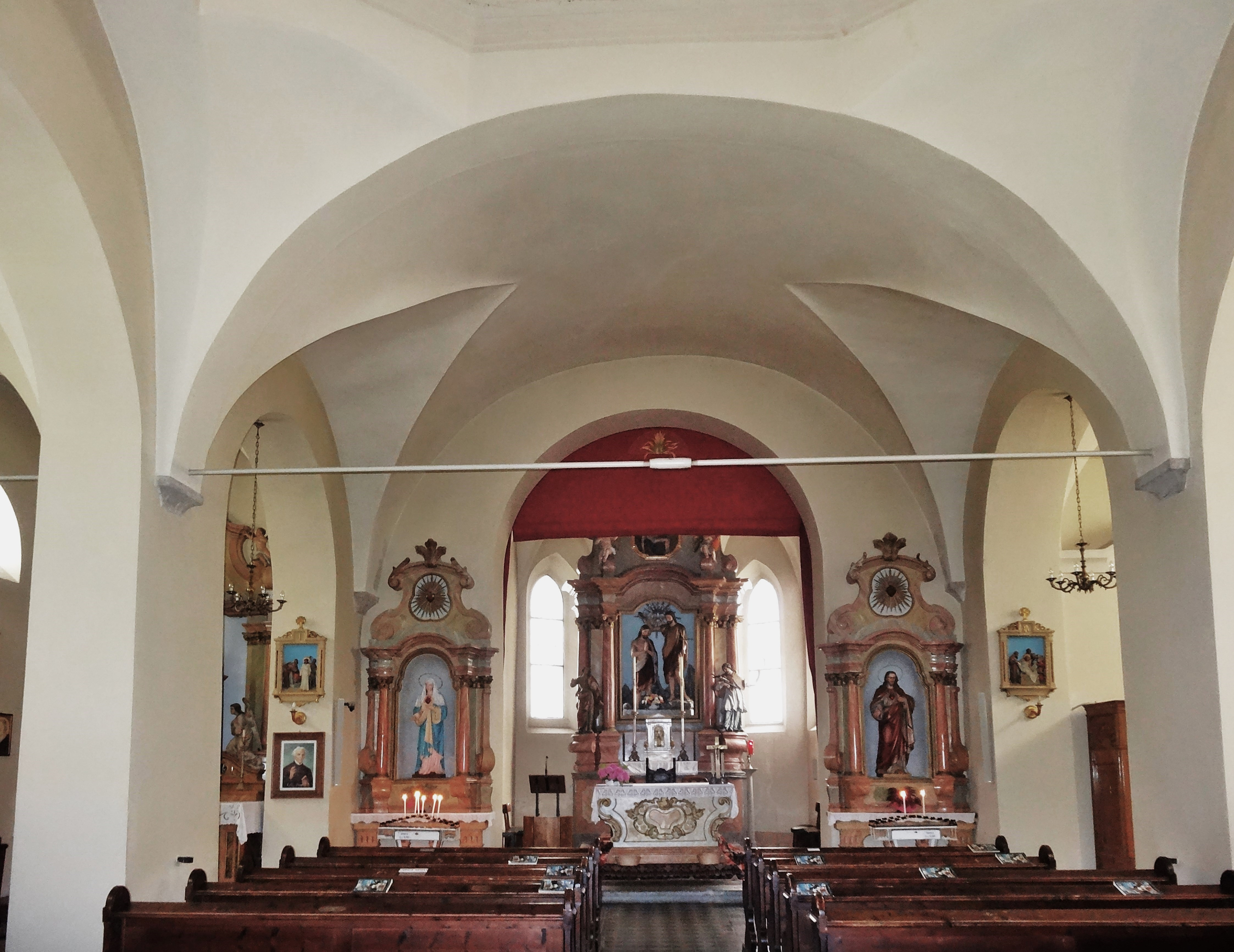
Innenansicht
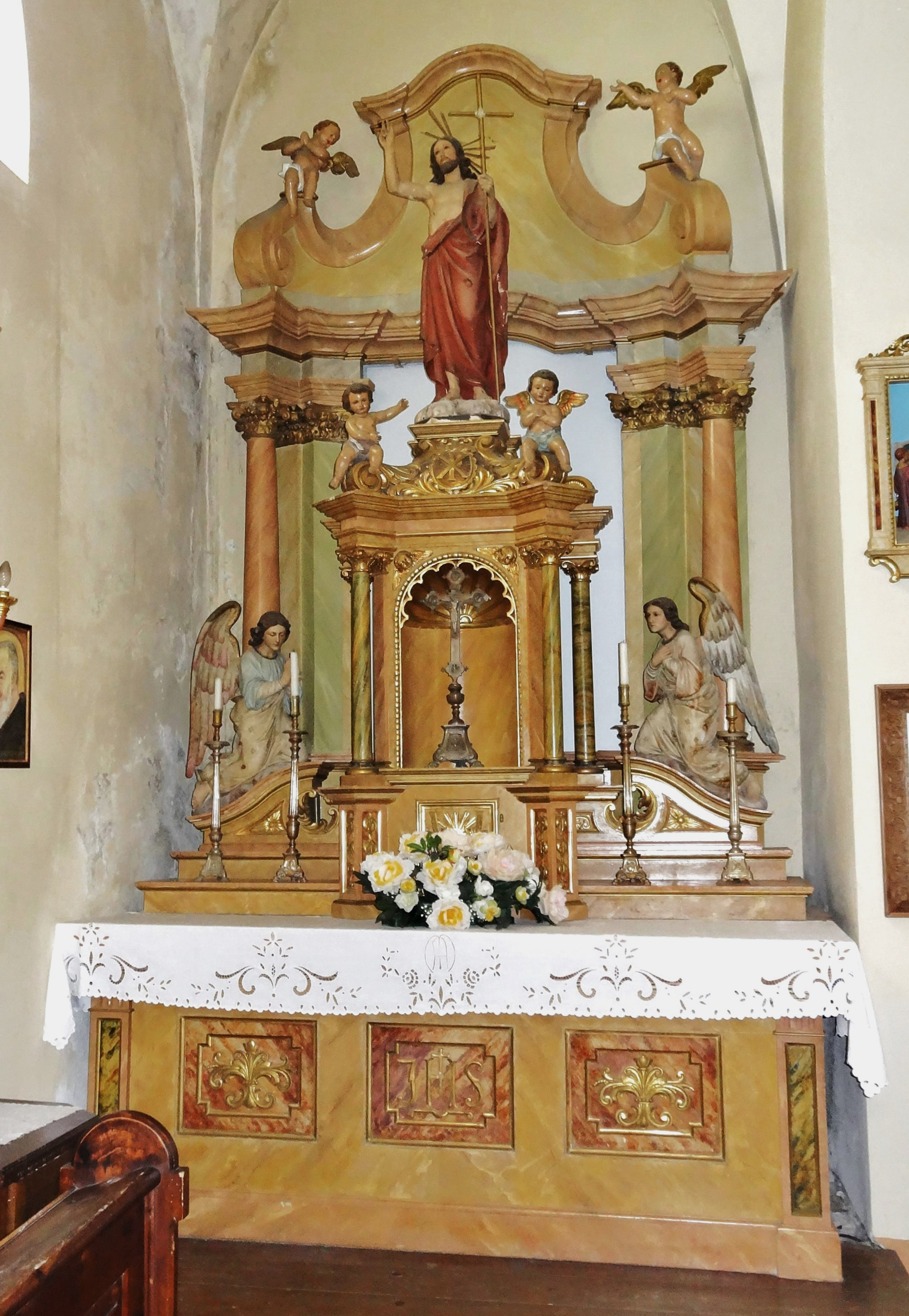
Der Altar des linken Seitenschiffs

- Der Palazzo municipale, das Rathaus, erbaut 1923, Architekt Provino Valle, mit sehenswertem Treppenhaus.

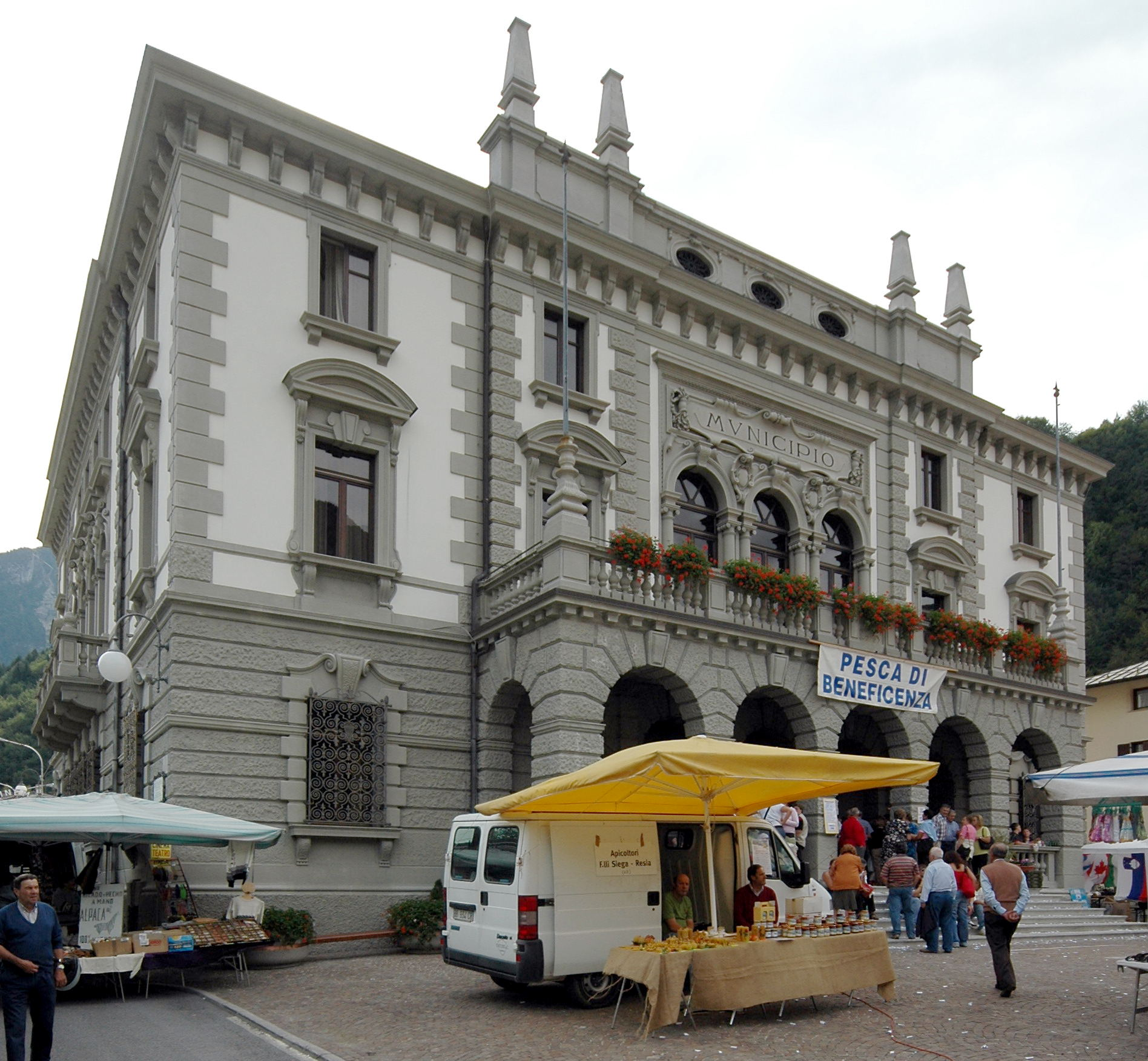
Rathaus in Pontebba mit Markt
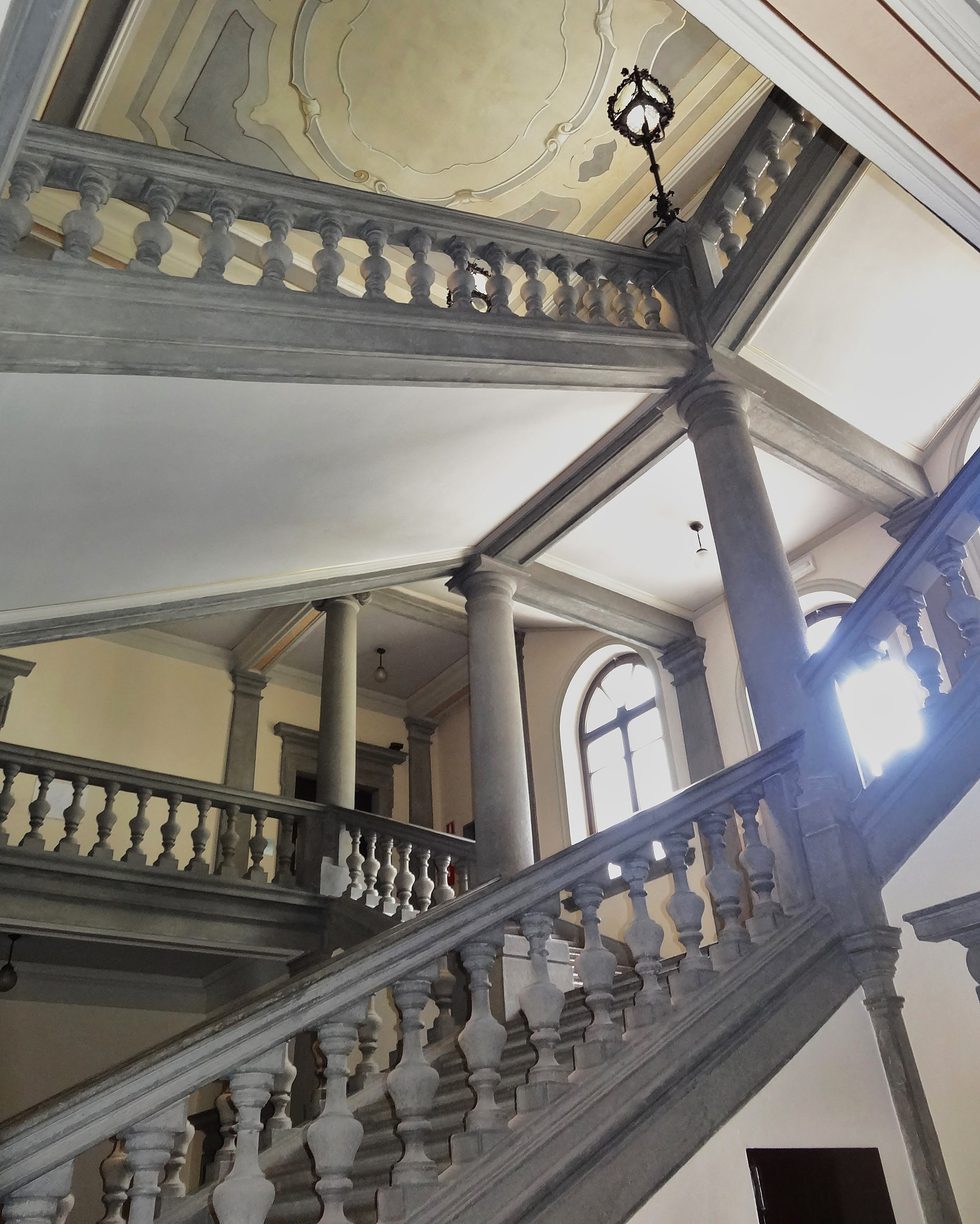
Blick ins Treppenhaus des Rathauses
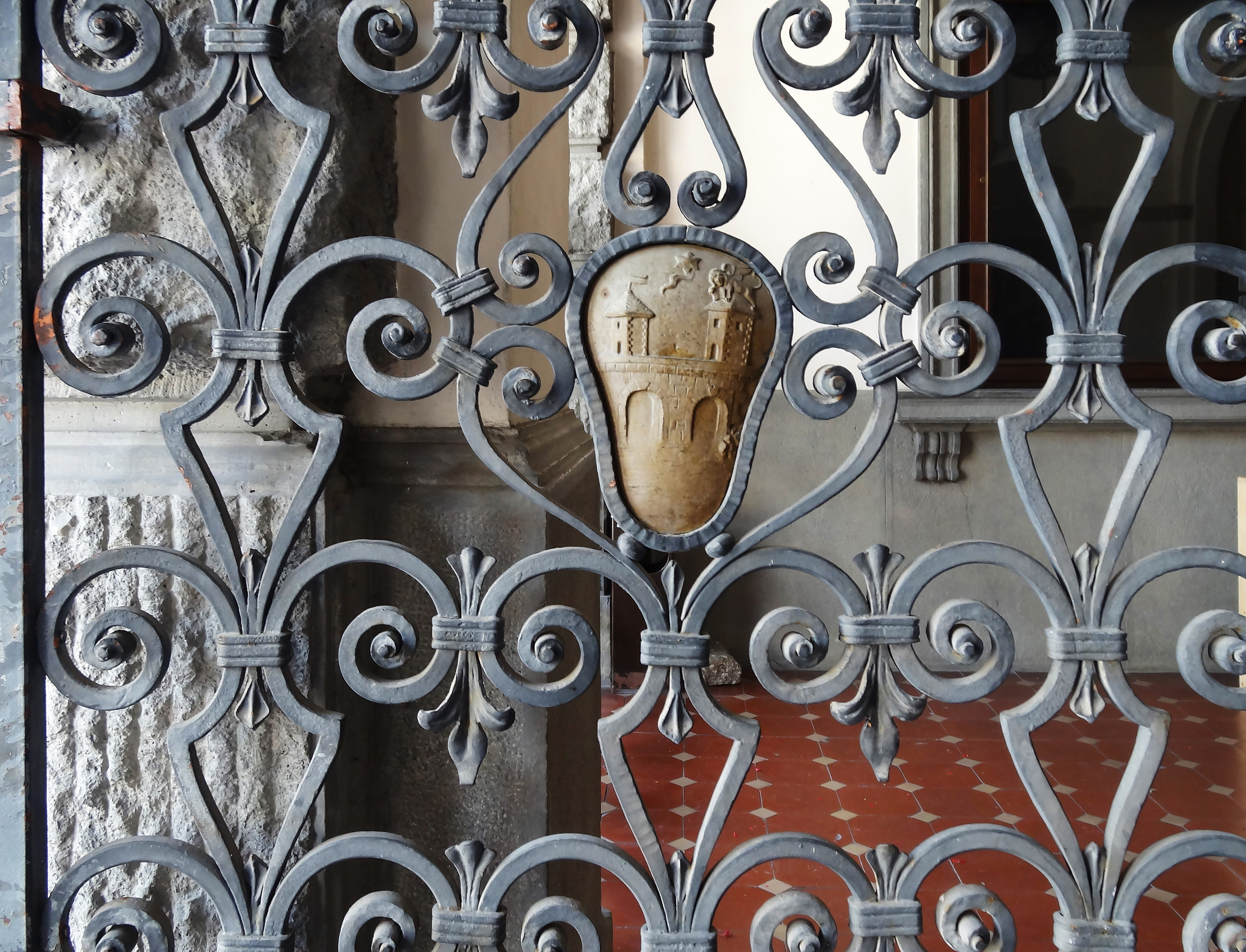
Teilansicht des schmiedeeisernen Tores des Rathauses

## Veranstaltungen

### Fest der „Tae“ (Carneval)
Zusammen mit Leopoldskirchen (San Leopoldo) feiert die Bevölkerung das Fest der „Tae“. Andere Bezeichnungen für dieses Fest lauten „Festa del cioch“ oder auch „Ploch“. Es findet jeweils am vorletzten Sonntag der Faschingszeit statt. Bei dieser Feier kommen die Werte sorgsamer Umgang mit der Umwelt, den Ehepartnern und der Familie zum Tragen.
Kargen Landstrichen wurden zur Zeit der österreichisch-ungarischen Monarchie besondere wirtschaftliche Begünstigungen zugestanden, damit deren Einwohner nicht abwandern mussten. Es handelte sich dabei um die damals gültigen „Dienstbarkeitsrechte“.
Einzige Bedingung für die Übergabe eines Tannenbaumes („Tae“) durch die Nachbarschaft an die Dorfjugend war, dass während der Carnevalszeit keine Hochzeit gefeiert wurde.
Dabei fällen die jungen Männer selbst den Baum, wobei ihnen die Mädchen beim Schmücken desselben helfen. Bunte Papier- und Stoffstreifen werden auf den Tannenzweigen festgemacht. Ganz an der Spitze hängt ein immergrüner Kranz, von dem ein schwarzes und ein weißes Band herabhängen. Inmitten des Kranzes gibt ein Schild Auskunft: „Trauer der Jungfrauen, Freude der Burschen“. Lautete die Aufschrift jedoch „Freude der Mädchen, Trauer der Burschen“, so fand das Fest nicht statt, was so viel bedeutete, dass während der Faschingszeit eine Hochzeit gefeiert wurde. Mit den beiden Farben Schwarz und Weiß wurden die beiden gegensätzlichen Gefühle zum Ausdruck gebracht.
Die „Tae“ wird durch die Straßen von Pontafel gezogen, wobei anstelle der Pferde heutzutage ein Traktor zum Einsatz kommt. Dem alten Brauch Folge leistend, wird auch heute die Brücke über den Pontebbana-Bach nicht überschritten. Das Flussbett markierte bis zum Ende des Ersten Weltkriegs die Grenze zwischen Österreich und Italien, Pontafel war der österreichische Grenzort, Pontebba der italienische. Der Festzug lässt kein Haus im Ort aus. Dabei werden Brüderlichkeit und Mitgefühl zum Ausdruck gebracht. Alle besuchten Familien empfangen den Festzug auf besondere Art und Weise.
Hervorzuheben ist auch die Maskengestaltung. Zur Betonung der Einfachheit des Festes werden schlichte Kostüme und alte Requisiten verwendet.
Früher wurde die „Tae“ zum Tagesende am alten Hauptplatz vor dem Kaffeehaus Impero aufgestellt, wo sie zur Unterstützung des Carnevals versteigert wurde. Mit dem Erlös (heutzutage wird die „Tae“ im Voraus verkauft), sowie dem während des Umzugs gesammelten Geld mitsamt den Geschenken der Bewohner (d. h. Wurstwaren wie „muset“ und Sauerkraut) erfolgt zum Abschluss ein gemeinsames Abendessen, an dem alle Einwohner der kaiserlichen Pontafel teilnehmen. Auf Maskenbällen wird in der darauf folgenden Nacht weiter gefeiert.
Nach der Wiederentdeckung dieses Brauchs wurde auch San Leopoldo (Leopoldskirchen) mit in die Festlichkeiten einbezogen. Dabei treffen einander die Festzüge beider Ortschaften.

### Markt zu Mariä Geburt (8. September)

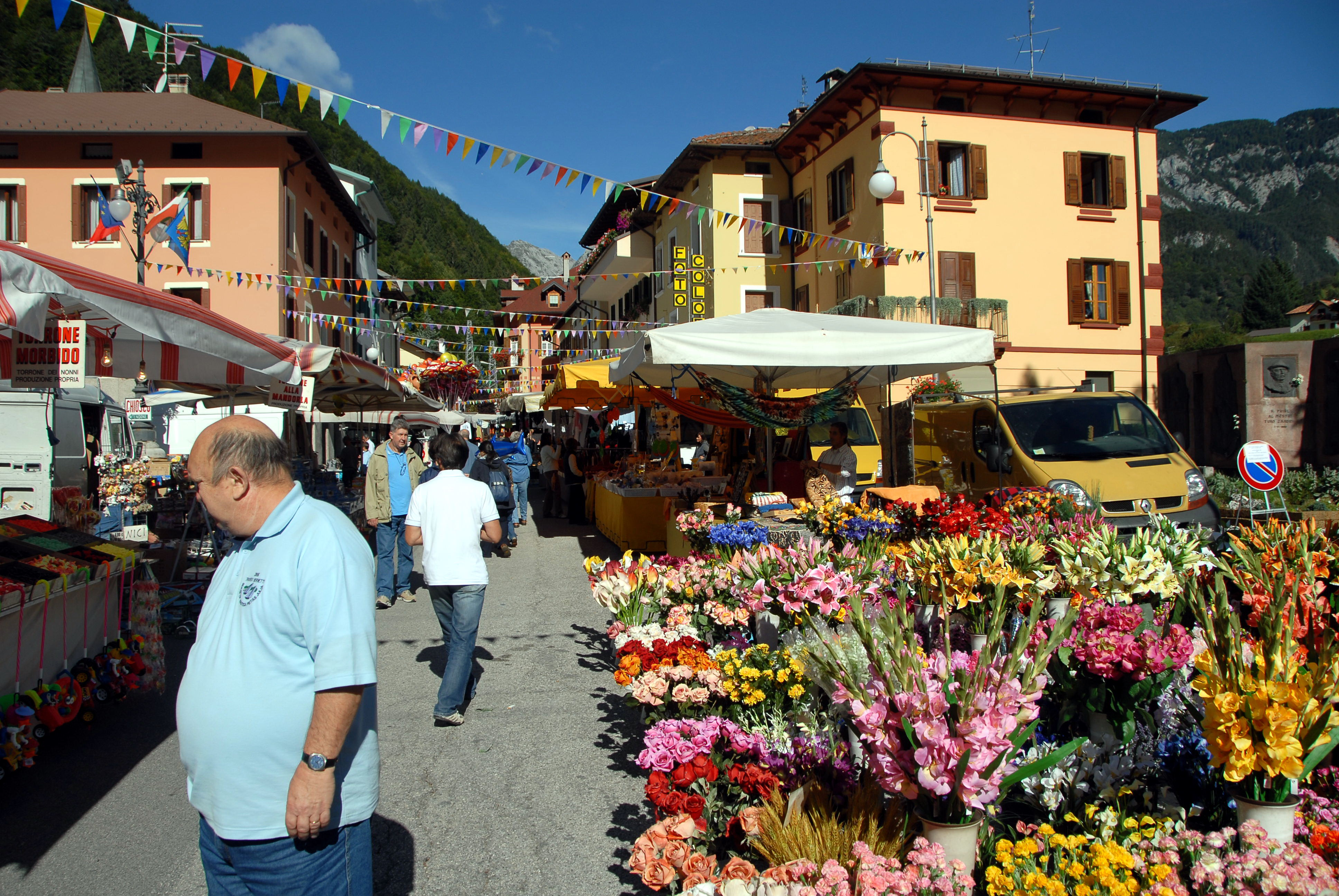
Markt-Tag in Pontebba zu Mariä Geburt

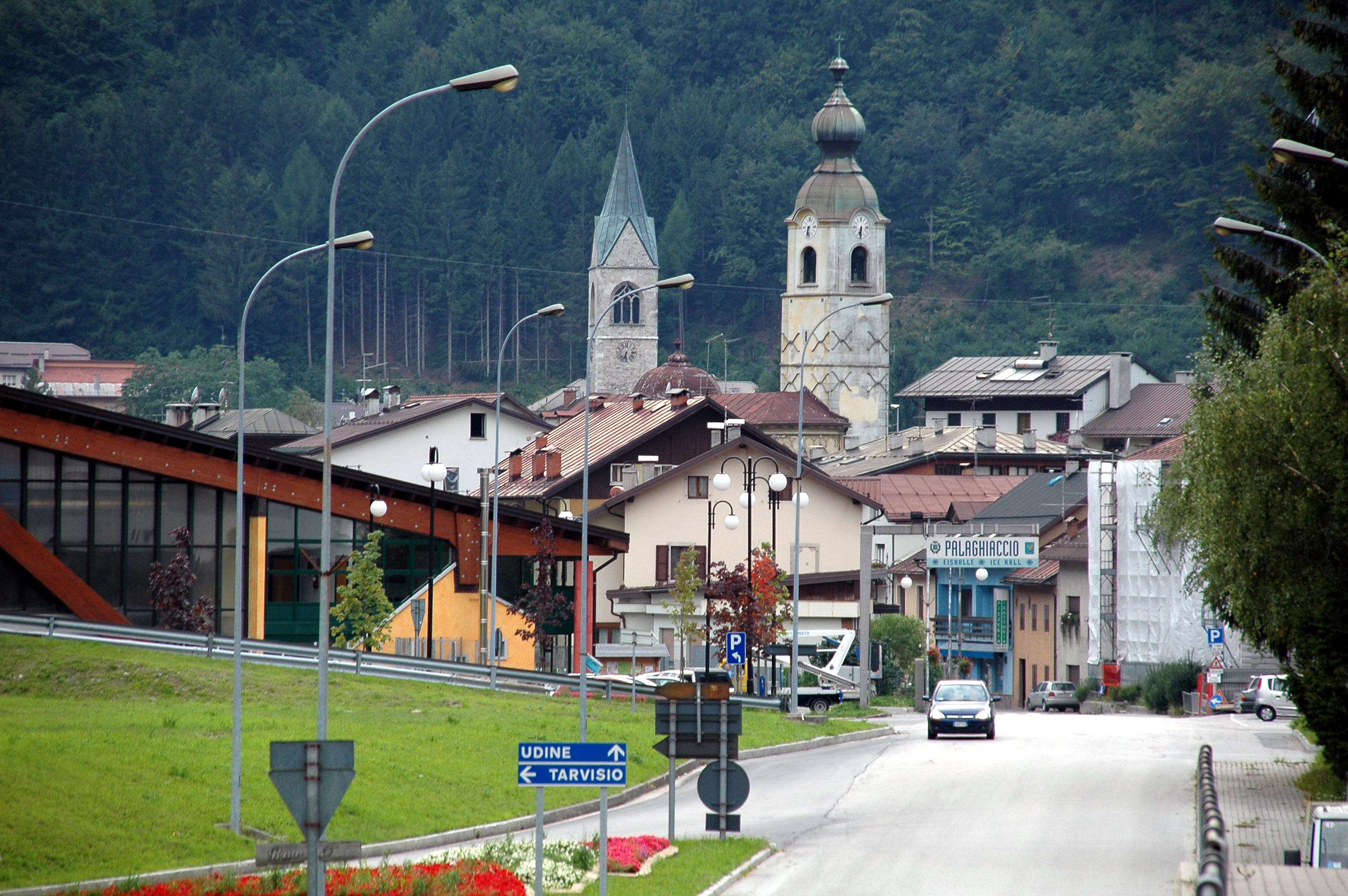
Östliche Ortseinfahrt von Pontebba

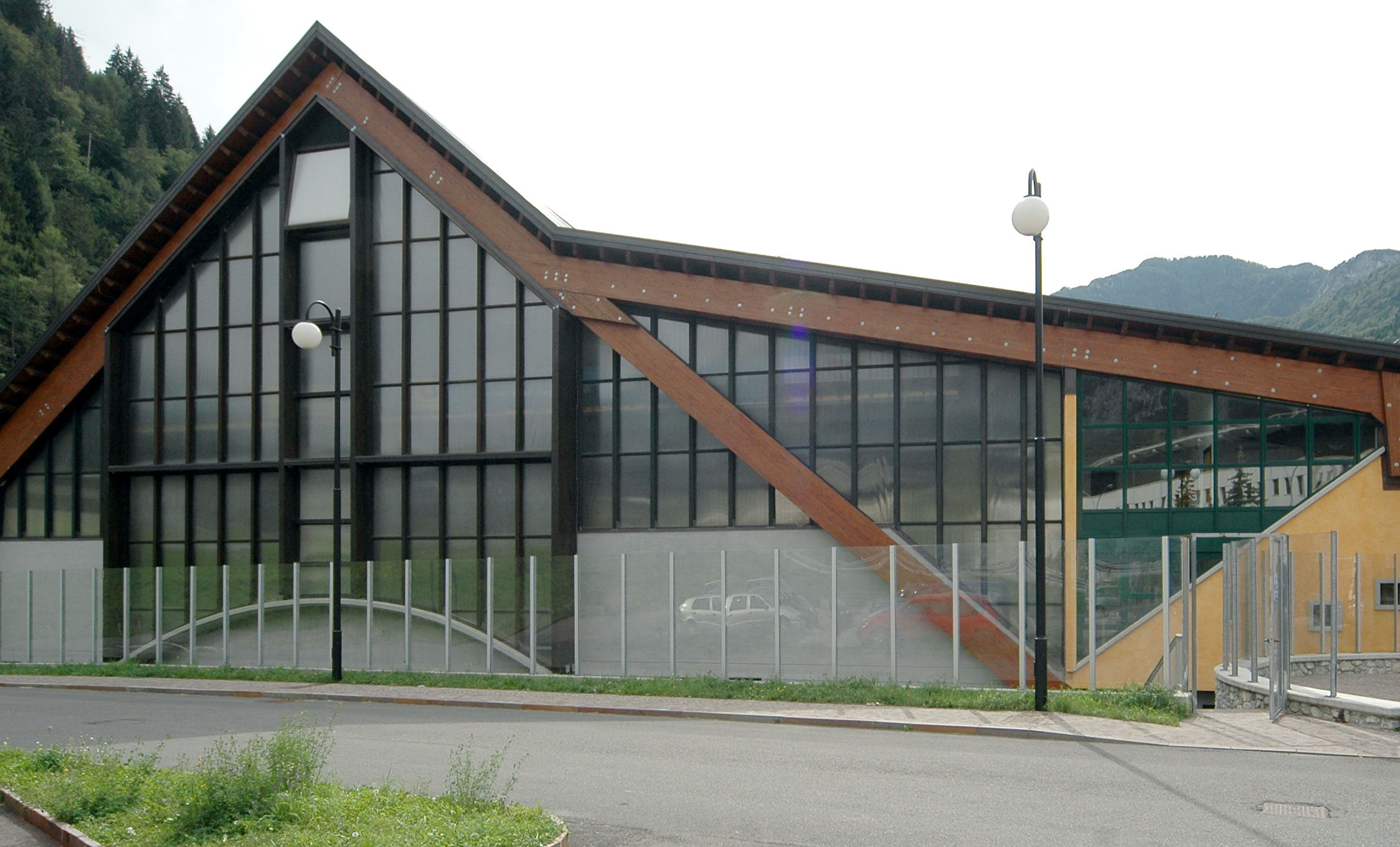
Eishalle in Pontebba

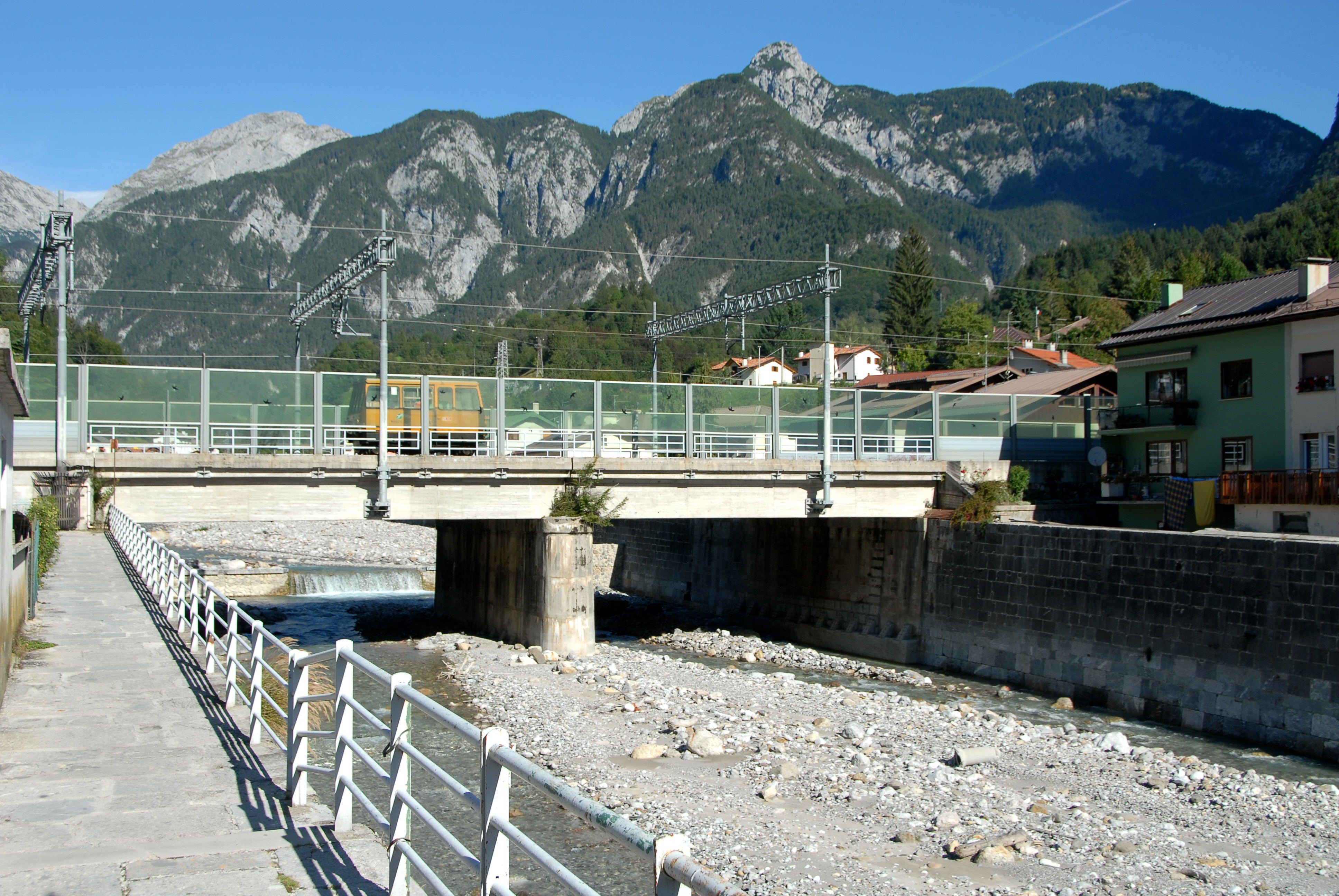
Eisenbahnbrücke über den Wildbach Pontebbana in Pontebba

Jährlich am 8. September zu Mariä Geburt wird im Zentrum von Pontebba ein Markt abgehalten, wo Dinge des täglichen Bedarfs wie Kleidung, Schuhwerk, Werkzeuge, Süßigkeiten und Hausrat gehandelt werden.
Schon im Jahr 1342 erteilte der Patriarch Bertrand von Aquileia Pontafel das Recht, den Markt abzuhalten.
Einst trafen sich hier am Markt die Händler, Bauern und Handwerker aus Venetien, Krain, Kärnten und Böhmen. Die Bauern brachten Vieh aus den Gailtaler Almen, die Flitscher (Bovec) Schafe und Ziegen, die Kanaltaler ihre Zugochsen und Kraut. Die Venezianer lieferten Gespinste und Seidenstoffe, gesalzene und getrocknete Fische und die Friulaner Früchte, Käse, Weine und Fisolen (Bohnen). Die Krainer und die böhmischen Krämer vermarkteten Hüte und Lodenwaren. Die Lebzelter aus Kärnten boten Honig und Süßigkeiten feil und die einheimischen Schmiede aus Malborgeth und Pontafel verkauften Eisenwaren. Der Markt dauerte einst sechs Tage und reduzierte sich nach dem Ersten Weltkrieg auf drei Tage.

## Umliegende Berge

### Über den Cereschiatis-Sattel nach Moggio Udinese
Die durchgehend asphaltierte und angelegte Bergstraße von Pontebba über das Bergdorf Aupa nach Moggio Udinese führt ins wildromantische Aupatal. Die Straße windet sich über dem Abgrund des Pontebbana-Wildbachs über das von Almwiesen eingerahmte Dorf Studena Alta, den wie ein Bienenkorb in den Hang hineingebauten Ort Aupa hinauf zum 1.085 Meter hoch gelegenen Cereschiatis-Pass, um dann in kurvenreicher Abfahrt zunächst durch das bewaldete Hochtal des Aupa-Bachs, in weiterer Folge am Grunde eines canyonartigen Talbodens an steilen Felshängen vorbei in Richtung Moggio Udinese hinunterzufahren.

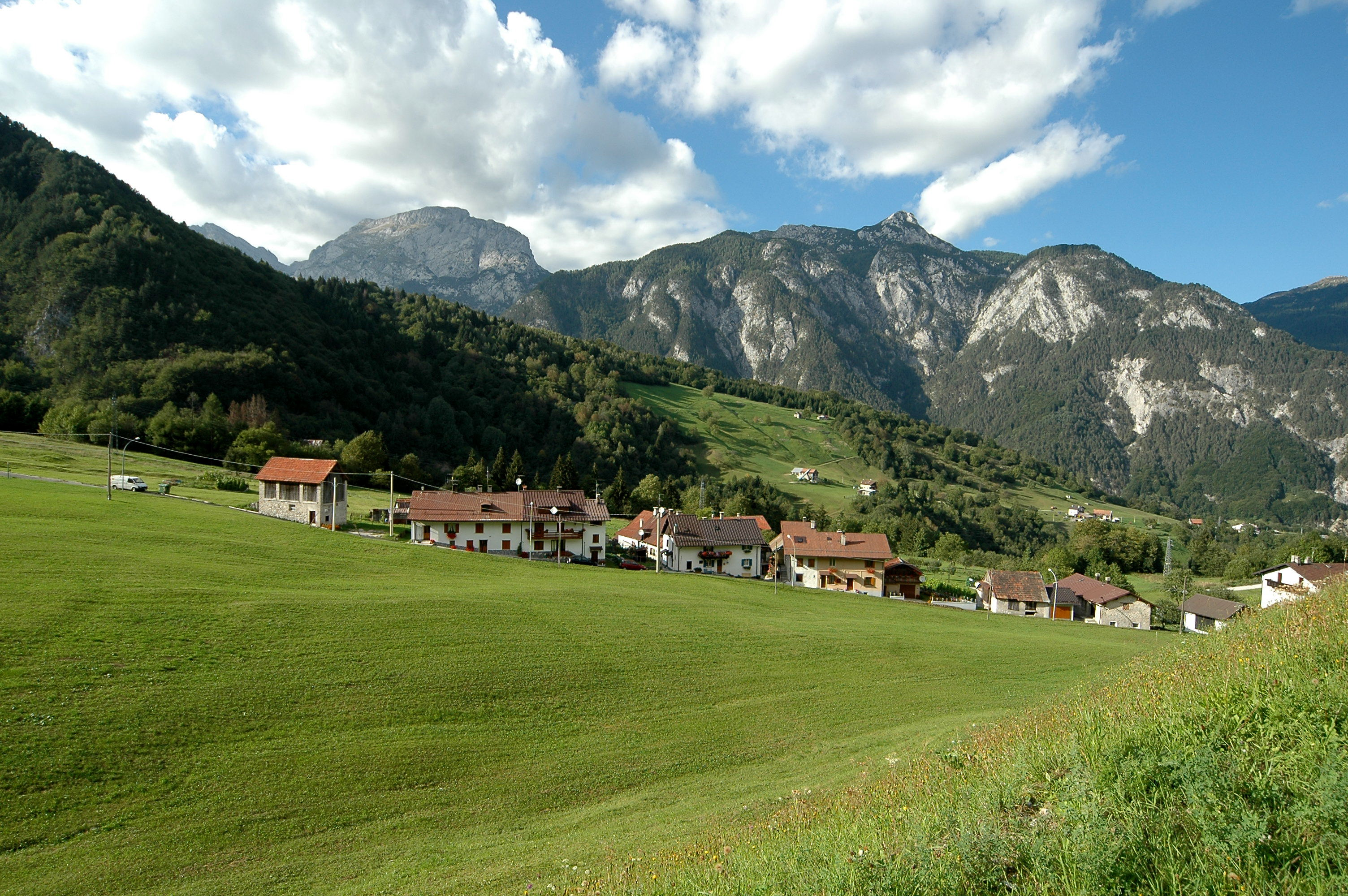
Studena Alta, Ortsteil von Pontebba
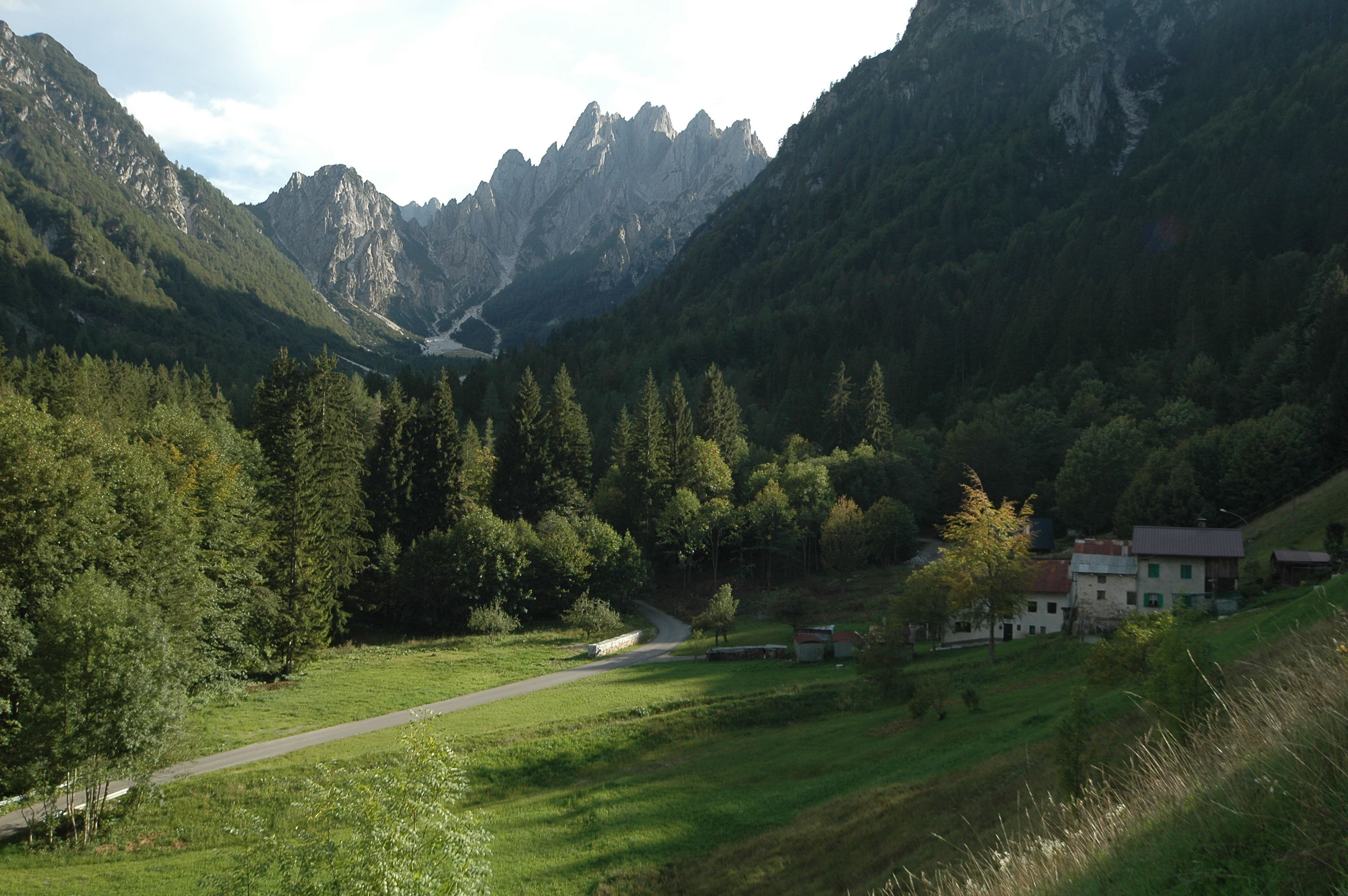
Blick von Aupa auf den Zuc del Bor
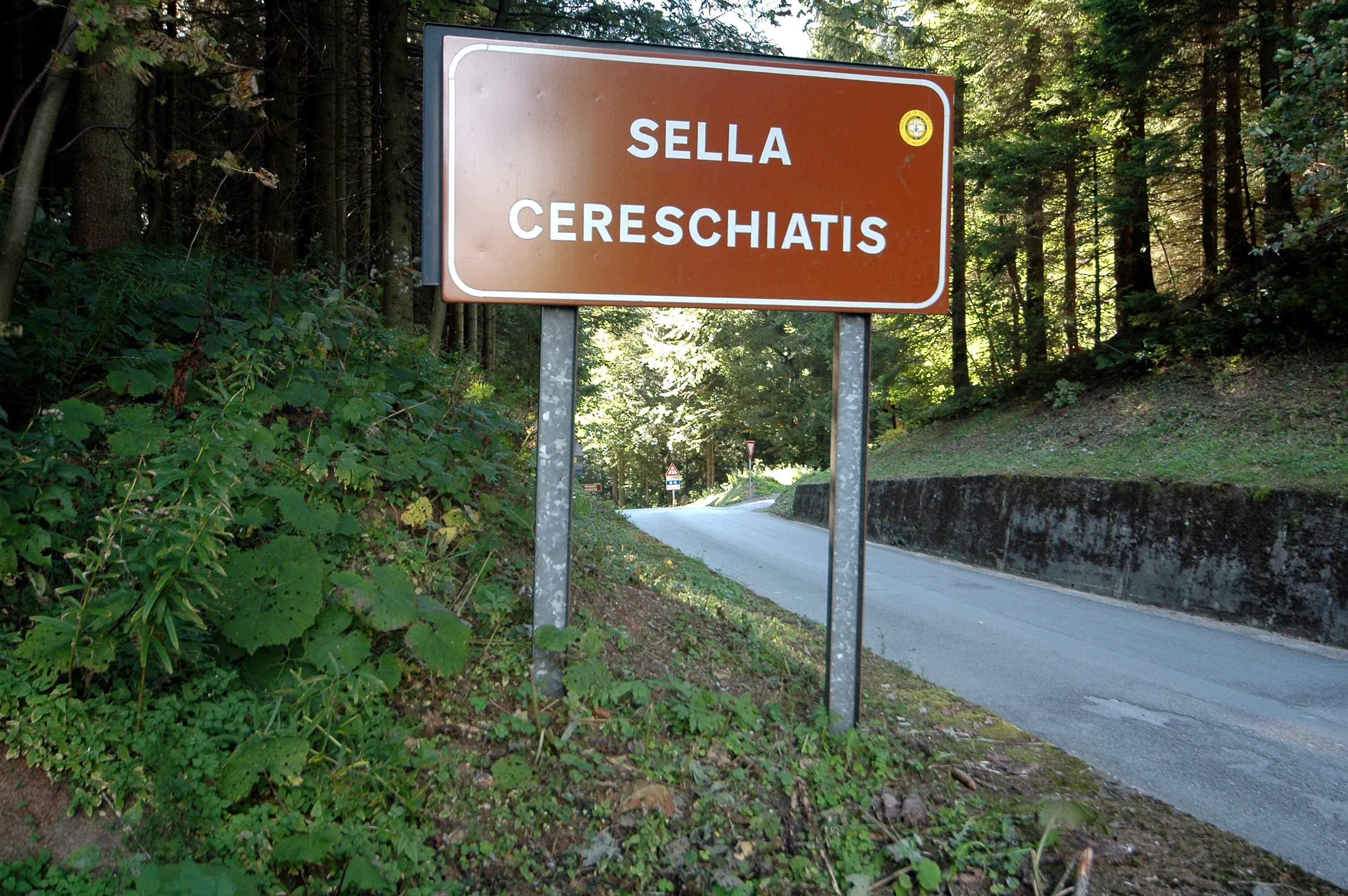
Cereschiatis-Pass zwischen Pontebba und dem Aupa-Tal
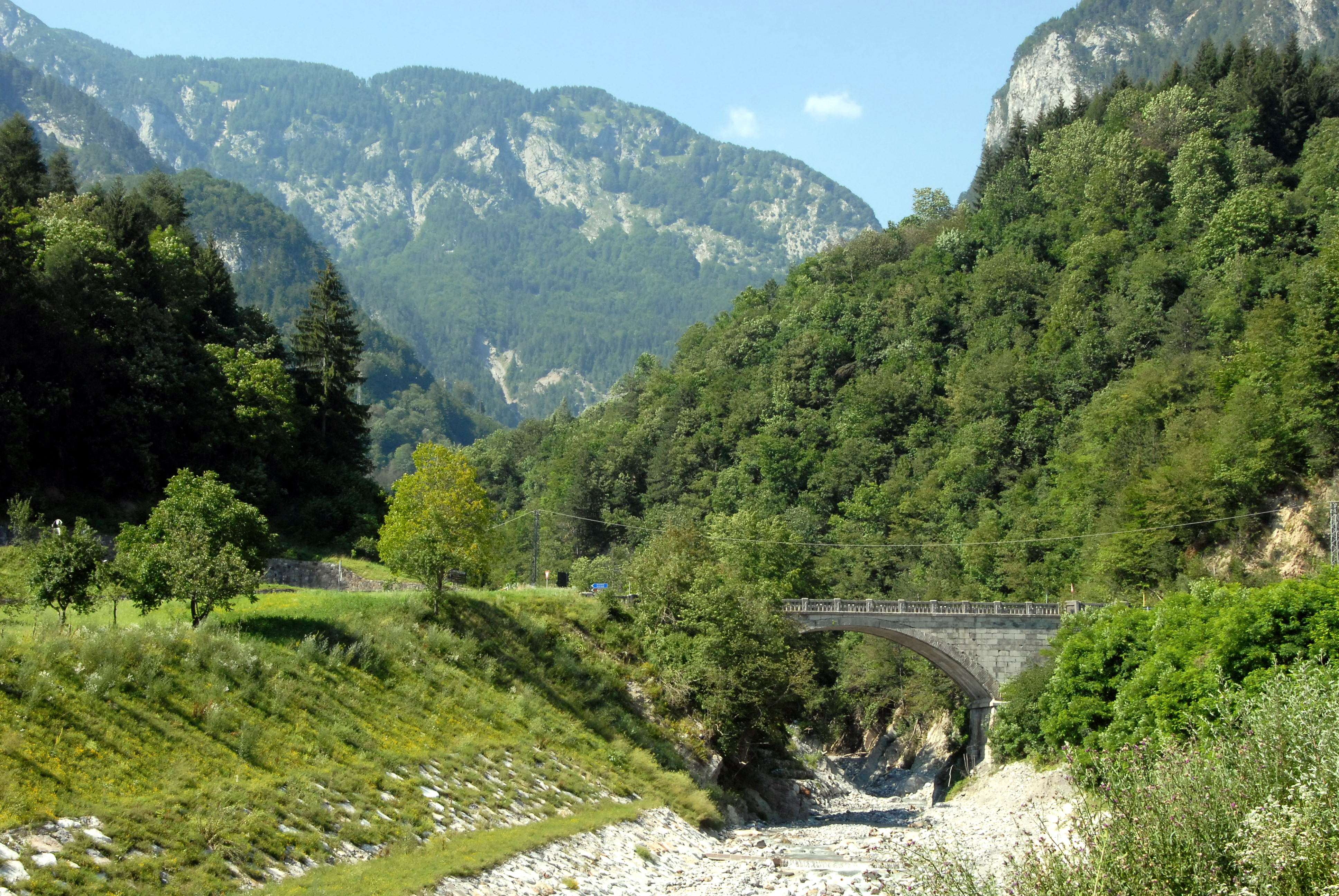
Brücke der Nassfeldstraße über den Rio Bombaso

### Auf das Nassfeld
In nördlicher Richtung führt von Pontebba aus eine durchgehend mit Asphaltbelag versehene, nur in den Sommermonaten befahrbare Passstraße in die Karnischen Alpen auf das Naßfeld (1552 m Seehöhe) an die österreichische Grenze.

### Über den Cason di Lanza-Pass nach Paularo
Eine weitere Bergstraße, diesmal in nordwestliche Richtung von Pontebba ausgehend, führt auf entlegene Almen mit Sennereien. Der Weg führt entlang dem Wildbach Pontebbana bis hinauf in die Nähe des Ursprungs auf den in 1552 m Höhe gelegenen Cason di Lanza-Pass, von wo aus Bergtouren auf den Trogkofel (2279 m), den Rosskofel (Monte Cavallo) (2229 m) und den Monte Zermula (2143 m) gestartet werden. In weiterer Folge führt eine kurvenreiche Strecke bergab durch die Ortschaft Paularo zum Chiarzo-Sturzbach.

## Persönlichkeiten
- Giovanni Marsili (1727–1795), Botaniker
- Aloisia Veit (1891–1940), Großcousine Adolf Hitlers
- Andrea Vuerich (1907–1964), Skisportler